# Neaethus similis
Neaethus similis är en insektsart som beskrevs av Doering 1939. Neaethus similis ingår i släktet Neaethus och familjen sköldstritar. Inga underarter finns listade i Catalogue of Life.